# Cricot 2

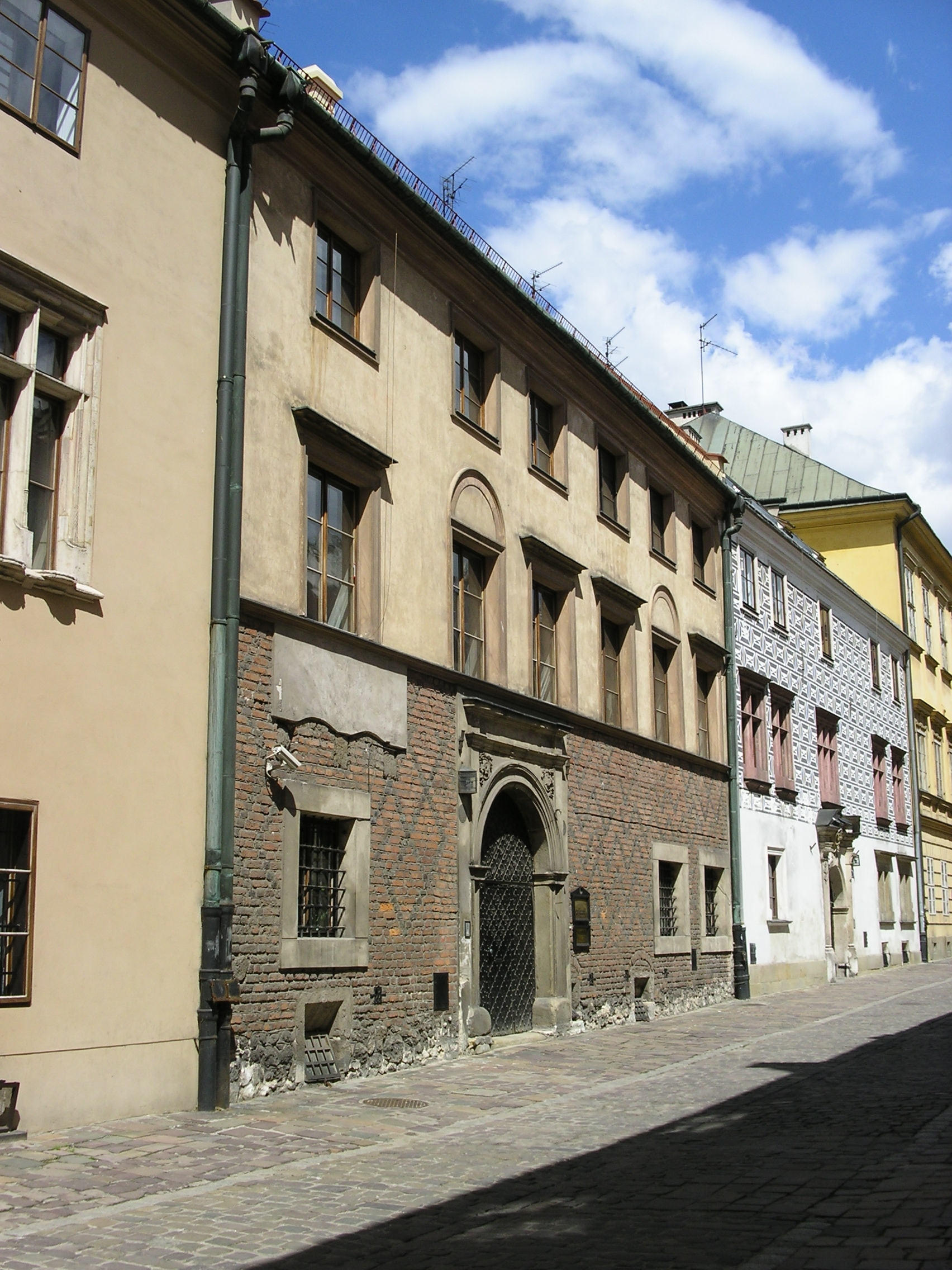
Krakowska siedziba teatru w domu kapitulnym przy ulicy Kanoniczej

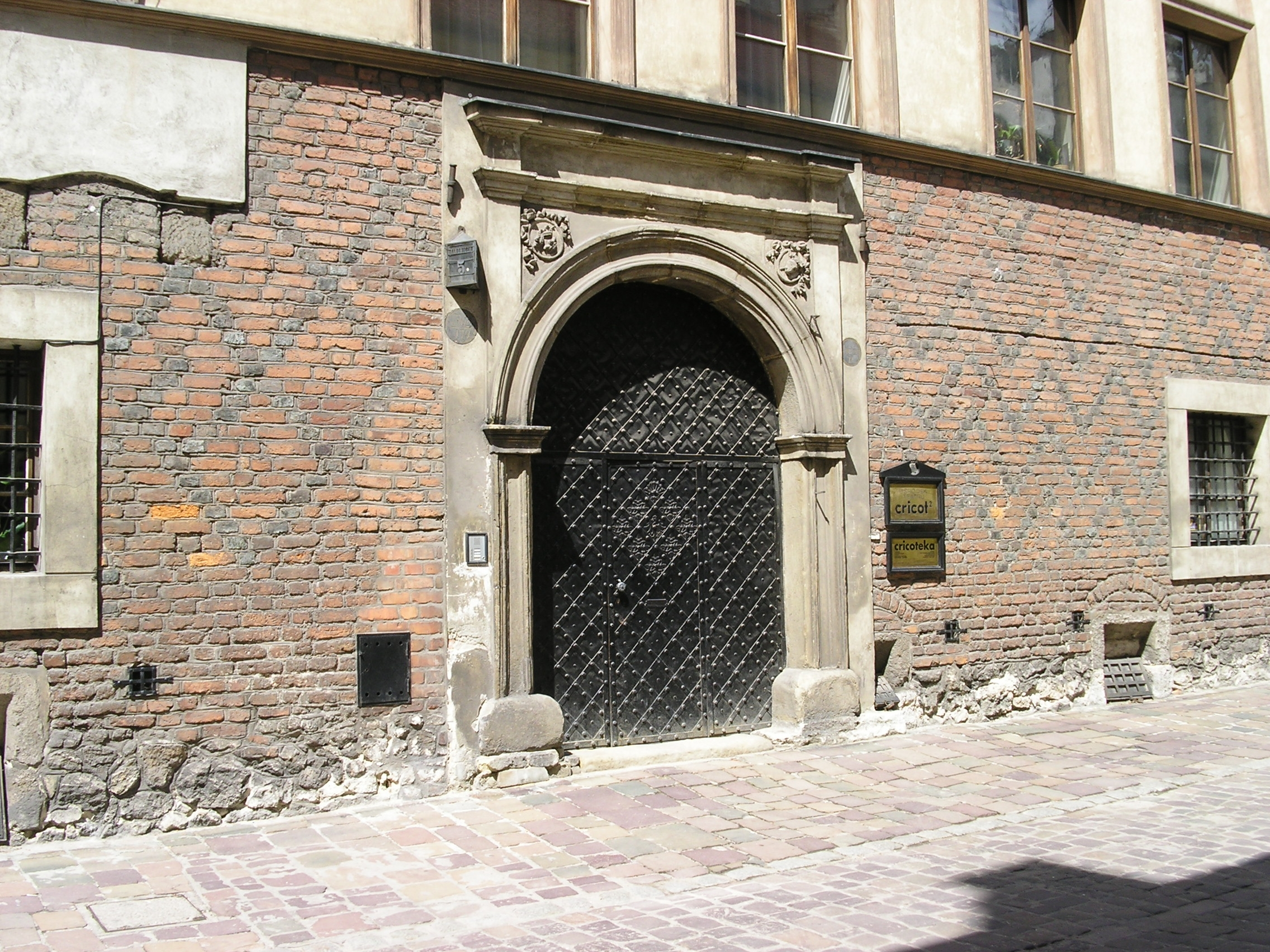
Krakowska siedziba teatru – wejście

Cricot 2 – polski teatr awangardowy, jeden z najważniejszych światowych teatrów eksperymentalnych, założony przez Tadeusza Kantora i Marię Jaremę działający w latach 1955–1991 w Krakowie. Nazwa formacji pochodzi od wcześniej istniejącego teatru Cricot; obie nazwy były anagramem wyrażenia „to cyrk”. Od 1961 roku teatr działał w piwnicach Galerii Krzysztofory.

## Historia i cele teatru
Zespół teatralny został złożony z aktorów zawodowych, aktorów „niezawodowych” oraz z ludzi „wziętych wprost z życia”, których rola sceniczna pokrywa się w jakimś sensie z ich rolą życiową. Grupa aktorska powstała przy krakowskim Związku Polskich Artystów Plastyków. W zamiarze Cricot 2 było stworzenie teatru pomniejszonego o administracje, organizację i zaplecze techniczne. Zespół wychodził z założenia, iż scena i widownia są nie oddzielonymi, lecz przenikającymi się elementami. Kantor był autorem wielu tekstów definiujących dążenia artystyczne stworzonego przez siebie zespołu. Jednym z postulatów reżysera była konieczność wzięcia pod uwagę publiczności obecnej na spektaklach i traktowanie jej jak pełnoprawnego uczestnika wydarzenia – nie oznaczało to jednak zniesienia dystansu między aktorami a obserwatorami. Autonomiczna logika spektakli teatru miała na celu m.in. stworzenie nowego rodzaju relacji między artystami a publicznością.

Teatr Cricot 2 wysuwa ideę teatru kształtującego się w pełni jako dzieło sztuki, rządzące się swoimi własnymi prawami i usprawiedliwiające tylko własne istnienie, w przeciwieństwie do teatru pełniącego rolę służebną różnego gatunku, głównie w stosunku do literatury, staczającego się coraz bardziej w bezmyślną reprodukcję stanów życiowych, tracącego bezpowrotnie instynkt teatru, poczucie wolności tworzenia i siłę własnego wyrazu i działania

Inscenizacje były początkowo oparte na dramatach Witkacego, późniejsze przedstawienia były natomiast autorskimi kreacjami Tadeusza Kantora. Reżyser wprowadził w swoim teatrze rodzaj widowiska zwanego teatrem plastycznym, którego cechą charakterystyczną była przewaga obrazu nad słowem, który przejawiał się w rozmaitych mediach plastycznych, takich jak: rzeźba, manekiny, kukły, collage, ambalaż, asamblaż, happening. W teatrze Cricot 2, Tadeusz Kantor wyeliminował konwencjonalne elementy teatru; przedmioty charakteryzowała cecha przedmiotów biednych – wziętych z rzeczywistości, które zajęły miejsce „przedmiotu artystycznego”, przedmioty najprostsze, prymitywne, stare, z jaskrawymi śladami zużycia. Kantor zastosował inne formy gry aktorskiej, niż znane z teatru klasycznego: spotęgowanie ekspresji wypowiedzi i gestu, niezacieranie w grze aktora procesu metamorfozy, stosowanie metafor, ostrych kontrastów momentów pantomimicznych, groteski i ekspresji postulował w trzech tomach tekstów Pism.
Na uwagę w działalności teatru Cricot 2 zasługuje Maria Jarema – czołowa postać myśli awangardowej w polskiej sztuce. Jej zetknięcie z teatrem Kantor nazywał po prosu „czystym”, gdyż w miejsce swojego profesjonalizmu, postawiła na stosunek pełen żywiołowości, świeżego uroku, wielkiej przygody i świetnej zabawy. Miała wyostrzony instynkt teatralny (który wtedy uchodził za unikat), nie znosiła machiny teatru, wprowadzała do spektakli nowoczesność, liryzm, sens i wspomnianą wcześniej „czystość”.
Teatr Cricot 2 występował w Polsce i za granicą. Największą popularność i uznanie zdobył realizacjami, które zapoczątkował spektakl Umarła klasa z 1975 roku. Ta opowieść o niemożności powrotu do przeszłości to pierwsza realizacja kantorowskiej idei teatru śmierci.
Tadeusz Kantor w swoich tekstach wyjaśniał pojęcie Cricotage: Cricotage jest rodzajem działania, wywodzącego się z doświadczeń Teatru Cricot 2 i z metody gry aktorskiej przez ten teatr odkrytej i praktykowanej. Nazwy Cricotage użył po raz pierwszy jako tytuł happeningu w 1965 roku. Większość z cricotages (Ślub, Bardzo krótka lekcja, Cicha noc) powstały w trakcie spotkań z młodymi ludźmi teatru, którzy mieli wpływ na ich kształt. W Ślubie to oni wymyślili fabułę, w pozostałych byli twórcami postaci i niektórych scen. Te spektakle były kilkakrotnie pokazywane publiczności, jako efekt pracy Tadeusza Kantora i jego uczniów.
Centrum dokumentacji teatru znajduje się w Cricotece.

## Program artystyczny
Teatr Cricot 2, mimo nawiązywania do tradycji formacji Cricot, miał w pełni określony program oddzielający go od jakichkolwiek klasycznych form teatralnych. Pierwszą premierą Cricot 2 była Mątwa wg Witkiewicza (1956), w której po raz pierwszy pojawiły się elementy charakterystyczne dla teatralnego stylu Kantora – techniki budowy scen rodem z niemego filmu oraz aktorzy poruszający się i grający niczym kukły. W pierwszym spektaklu teatru Cricot 2 twórca wykorzystał zderzenie wysublimowanego tekstu i przedmiotów zastanych z prymitywnym otoczeniem kawiarnianej widowni.
W drugim przedstawieniu Cricot 2 – Cyrku wg dramatu malarza i członka zespołu Kazimierza Mikulskiego odnaleźć można było kolejny rozpoznawalny element ówczesnych widowisk Kantora – ambalaż, w tym wypadku czarne plastikowe worki, którymi szczelnie opakowywał aktorów. Ambalaż miał pozbawiać aktorów i przedmioty właściwego im kształtu, czynić z nich niezróżnicowaną materię. Kolejnym krokiem od ambalażu było przejście do teatru informel (1960–1962) – teatru automatycznego, poddającego się przypadkowi, ruchowi materii.
We wczesnym etapie działalności Cricot 2 Kantor często sięgał po dzieła Witkacego. Postacie i fabuła witkacowskich dramatów były dla niego raczej pretekstem do ukazania idei sztuki zdefiniowanej przez artystę w manifestach: W małym dworku (1961) teatru informel; Wariat i zakonnica (1963) – teatru zerowego (pozbawionego akcji dziania się); Kurka Wodna przynależała z kolei do teatru happeningowego, zaś Nadobnisie i koczkodany (1973) – teatru niemożliwego (ostatecznie przeciwstawiającego się iluzji). Aktorzy w przedstawieniu W małym dworku wg Witkiewicza (1961) byli traktowani na równi z przedmiotami, zostali całkowicie pozbawieni indywidualności.
W listopadzie 1975 roku w krakowskiej Galerii Krzysztofory odbyła się premiera spektaklu Kantora Umarła klasa. Rozpoczęła wieloletnie, triumfalne tournee Teatru Cricot 2 po całym świecie. Sztuka była grana ponad tysiąc pięćset razy w wielu krajach, w 1976 roku została okrzyknięta przez amerykański tygodnik Newsweek najlepszym spektaklem teatralnym świata.
Premiera spektaklu Wielopole, Wielopole miała miejsce we Florencji 23 czerwca 1980 roku. Śmierć jest w tym przedstawieniu wszechobecna. Miejscem akcji jest „Pokoik Wyobraźni”, w którym nakładają się na siebie obrazy z życia rodziny, wspomnienia wojenne i sceny nawiązujące do męki Chrystusa.
Niech sczezną artyści (1985) rozpoczyna serię teatralnych refleksji Kantora o jego własnych dokonaniach. Tytuł wiązał się z anegdotą, często opowiadaną przez Kantora: sąsiedzi paryskiej galerii nie chcieli wyrazić zgody na jej przebudowę. To właśnie jedna z sąsiadek miała krzyknąć: „Niech zdechną artyści!”. Spektakl nosił podtytuł Rewia. Mieszały się w nim wspomnienia z dzieciństwa, obrazy przeszłości, sceny umierania, pogrzebu oraz nawiązania do Wita Stwosza.
Nigdy tu już nie powrócę (1988) jest kolażem scen, postaci i użytych niegdyś w teatrze Kantora rekwizytów. Na scenę wdzierają się widma z poprzednich spektakli. Przepychają się i komentują obecność tego, który kiedyś powołał ich do scenicznego życia.
Premiera ostatniego spektaklu Dziś są moje urodziny teatru Cricot 2 odbyła się w styczniu 1991 roku w Tuluzie po śmierci Kantora 8 grudnia 1990 roku. Reżyser miał grać w nim rolę Właściciela Biednego Pokoju Wyobraźni, który obchodzi siedemdziesiąte piąte urodziny. Po śmierci Kantora teatr Cricot 2 zaprzestał działalności.

## Zespół aktorski
- Tadeusz Kantor
- Maria Stangret-Kantor
- Maria Jarema
- Andrzej Wełmiński
- Maria Górecka
- Roman Siwulak
- Czesław Łodyński
- Lila Krasicka
- Jan Książek
- Zbigniew Gostomski
- Krzysztof Miklaszewski
- Stanisław Rychlicki
- Jadwiga Marso
- Jerzy Nowak
- Marian Słojkowski
- Maria Ciesielska
- Stanisław Gronkowski
- Wanda Kruszewska
- Andrzej Pawłowski
- Stanisława Górniak
- Barbara Schmidt
- Krzysztof Pankiewicz
- Jan Güntner
- Anna Szymańska
- Barbara Kober
- Mira Rychlicka
- Zofia Kalińska
- Maria Zającówna
- Zbigniew Bednarczyk
- Tadeusz Kwinta
- bliźniacy Lesław i Wacław Janiccy
- Jacek Stokłosa
- Adam Marszalik
- Wiesław Borowski
- Bogdan Grzybowicz
- kelnerzy: Balewicz, Nagórski i Kula[1].

## Spis spektakli
- Mątwa, 1956
- Cyrk, 1957
- W małym dworku, 1961
- Wariat i zakonnica, 1963
- Kurka wodna, 1967
- Nadobnisie i koczkodany, 1973
- Umarła klasa, 1975
- Wielopole, Wielopole, 1980
- Niech sczezną artyści, 1985
- Nigdy tu już nie powrócę, 1988
- Dziś są moje urodziny, 1991